# Mezőörs
Mezőörs is een plaats (község) en gemeente in het Hongaarse comitaat Győr-Moson-Sopron. Mezőörs telt 976 inwoners (2001).